# Kiczora (nad Targanicami)
Kiczora (477 m n.p.m.) – szczyt w północnej części Beskidu Andrychowskiego (Beskid Mały). Znajduje się w zakończeniu południowo-zachodniego grzbietu Złotej Górki. Południowy i porośnięty lasem stok Kiczory opada do potoku będącego dopływem Targaniczanki, północny i wschodni jest skalisty – to wyrobisko nieczynnego Kamieniołomu w Targanicach. U wschodniego podnóża Kiczory w wyrobisku po kamieniołomie jest zbiornik wodny.
Na północno-wschodnim stoku Kiczory geolodzy znaleźli jedną ze Skałek Andrychowskich – porwak zbudowany z wapiennych skał osadowych.
Kiczora na mapie Compassu ma nazwę Nad Targanicami. Znajduje się we wsi Targanice w województwie małopolskim, w powiecie wadowickim, w gminie Andrychów. Prowadzi przez nią szlak turystyczny.
 Targanice – Kiczora – Złota Górka – Przełęcz pod Złotą Górką – Porębski Groń (skrzyżowanie z głównym, zielonym szlakiem grzbietowym).